# Erzsébet Metzker Vass
Erzsébet Metzker Vass, född 1915, död 1980, var en ungersk politiker (kommunist). Hon var talman för Ungerns parlament 1963-1967. Hon var den första kvinnliga talmannen i Ungern. 